# Tomas Johannesson
Sven Tomas Johannesson, född 18 april 1944 i Kristianstad, är en svensk skribent och författare av sjöfartshistorisk litteratur.
Tomas Johannesson är redaktör för Båtologen, tidskrift för Klubb Maritim – Svensk sjöfartshistorisk förening.